# Гартленд (переписна місцевість, Мен)
Гартленд (англ. Hartland) — переписна місцевість (CDP) в США, в окрузі Сомерсет штату Мен. Населення — 756 осіб (2020).

## Географія
Гартленд розташований за координатами 44°53′8″ пн. ш. 69°28′9″ зх. д. / 44.88556° пн. ш. 69.46917° зх. д. (44.885558, -69.469166).  За даними Бюро перепису населення США в 2010 році переписна місцевість мала площу 5,89 км², з яких 5,76 км² — суходіл та 0,13 км² — водойми.

## Демографія
Згідно з переписом 2010 року, у переписній місцевості мешкало 813 осіб у 327 домогосподарствах у складі 213 родин. Густота населення становила 138 осіб/км².  Було 366 помешкань (62/км²).
Расовий склад населення:
| - 95,2 % — білих - 0,9 % — чорних або афроамериканців - 0,5 % — корінних американців - 0,2 % — азіатів |

До двох чи більше рас належало 2,7 %. Частка іспаномовних становила 1,8 % від усіх жителів.
За віковим діапазоном населення розподілялося таким чином: 23,9 % — особи молодші 18 років, 55,8 % — особи у віці 18—64 років, 20,3 % — особи у віці 65 років та старші. Медіана віку мешканця становила 40,4 року. На 100 осіб жіночої статі у переписній місцевості припадало 90,0 чоловіків;  на 100 жінок у віці від 18 років та старших — 86,4 чоловіків також старших 18 років.
Середній дохід на одне домашнє господарство  становив 41 277 доларів США (медіана — 24 808), а середній дохід на одну сім'ю — 49 414 долари (медіана — 32 500). За межею бідності перебувало 28,6 % осіб, у тому числі 31,3 % дітей у віці до 18 років та 10,8 % осіб у віці 65 років та старших.
Цивільне працевлаштоване населення становило 307 осіб. Основні галузі зайнятості: освіта, охорона здоров'я та соціальна допомога — 31,6 %, виробництво — 16,9 %, науковці, спеціалісти, менеджери — 13,4 %.